# 孟美岐
孟美岐（： Maeng Migi，1998年10月15日—），中国女歌手、演员，出生於河南省洛陽市。2016年以韓國女子團體宇宙少女成員身份，发行首张迷你专辑《WOULD YOU LIKE?》出道，在組合內擔任副唱、領舞。2018年6月23日，在腾讯视频选秀节目《创造101》中獲得第1名，以限定组合火箭少女101成员身分出道；並擔任中心。2020年6月23日，該團體合約到期解散。

## 經歷

### 宇宙少女时期
2016年2月25日，孟美岐以宇宙少女成員的身份在韓國和中國出道。2017年4月24日，孟美岐出席了第七屆北京國際電影節。2023年3月3日宣布退出宇宙少女。

### 創造101時期
2018年4月21日以YHGIRLS組合練習生的身份參加騰訊視頻製作的中國首檔偶像女團競演養成類真人秀《創造101》，並參與演唱了同名主題曲《創造101》。
- 首期等級評定中，獲導師團評定A等級進入A班。

- 第一次公演時與張溪、江璟兒、周雪、蔣申、陳怡凡組成「照妖鏡」，演唱《撐腰》，此外，隊伍獲邀約於5月19日LiveForReal-OPPO上海紅藍音樂節萬人現場舞台表演。

- 第二次公演時與杜金雨、Mena、楊冰、蔣申組成一隊，演繹舞蹈專業方向考核舞台《忐忑》。

- 第三次公演時與徐夢潔、劉人語、李紫婷、王婷、高秋梓組隊演唱《我就是這種女孩》，此舞台由現場觀眾票選出為最佳表演，全組將得到導師團的專屬培訓課程。

節目一開始的投票結果中，她排名第十六位，在第五期總排名升至第一位後，連續保持六期第一，最終於6月23日總決賽，以第一名的成績出道。

### 宇宙少女與火箭少女101兩團並行時期

#### 2018
- 8月9日午後，樂華娛樂、麥銳娛樂聯合發布聲明，表示其已於8月7日向火箭少女101項目組發函，單方面提前終止合作，孟美岐、吳宣儀、紫寧三位成員退出團體活動[5][6]。8月14日，周天娛樂發表聲明，對於3人提出解約一事「堅決不予接受」，更表明仍擁有3位女孩的經紀權，呼籲各界不可擅自跟她們合作，否則將採取法律行動。[7]次日，騰訊再發聲明，宣布已經針對樂華、麥銳及孟美岐、吴宣仪和紫宁三人分別提起訴訟。[8]，8月17日上午負責團體經紀約的「周天娛樂」發表聲明，表示孟美岐、吳宣儀、紫寧確定回歸火箭少女101，且會尊重契約精神。[9] 雖然合約宣佈可以兩團並行，但沒有參與宇宙少女2018年9月19日新專輯《WJ PLEASE?》的回歸。[10]
- 9月5日，受Tom Ford品牌邀請出席2019春夏紐約时装周。
- 9月29日，助力中國網球公開賽ChinaOpen慈善公益活動。

#### 2019

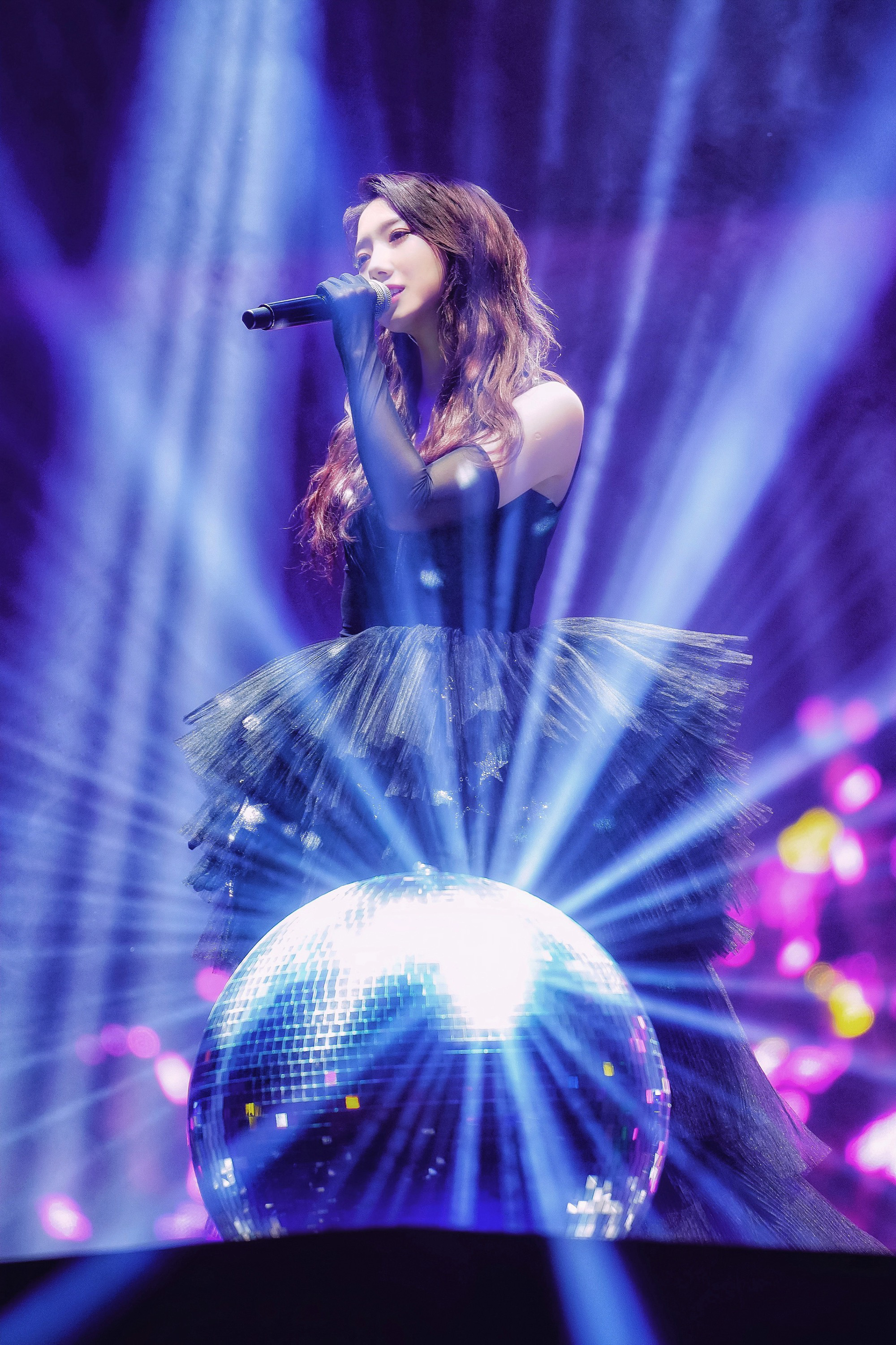
孟美岐在“2019火箭少女101飞行演唱会 LIGHT·北京站”上

- 1月12日，火箭少女101組合在中國上海市梅賽德斯奔馳文化中心舉辦第一場演唱會。
- 1月15日，首支個人影視OST單曲《有種》發布，2月2日獲得QQ音樂巔峰人氣榜巔峰鑽石單曲認證，總榜排名位居第五位，領跑年榜周榜日榜三榜首，此外更成為人氣榜首支連續19天奪得日榜冠軍之位的單曲。
- 2月6日，再度受Tom Ford品牌邀請出席2019秋冬紐約時裝周。
- 2月23日，火箭少女101組合在中國北京市凱迪拉克中心舉辦第二場演唱會。
- 2月25日，受時尚COSMO (柯夢波丹)邀約出席2019秋冬巴黎時裝周。[11]
- 3月30日，火箭少女101組合在廣州寶能國際體育演藝中心舉辦第三場演唱會。
- 4月23日，發行火箭少女101成團一周年團專先導EP《犟》，亦是首張個人迷你專輯，6月1日獲得QQ音樂首張&最快突破鑽石、雙鑽石認證的數字專輯，年榜排名第一位，總榜排名位居第十五位。[12][13][14]
- 6月16日，微博電影之夜榮獲微博電影之夜「人氣之星」。
- 6月18日，正式成为Tom Ford中国区品牌挚友。[15]
- 7月12日，孟美岐个人单曲mv《只有你知道》随着团专《立风》发布。
- 9月13日，《诛仙 I》上映， 票房最終突破4億人民幣。[16]
- 9月17日，受嘉人（美麗佳人）邀約出席2020春夏米蘭時裝周。[17]
- 9月26日，受騰訊時尚邀約出席2020春夏巴黎時裝周。
- 12月8日，受邀参加第1届TMEA腾讯音乐娱乐盛典，并获得“最受欢迎内地女歌手”奖项。

#### 2020
- 1月4日，被新京报评为“2019娱乐年度人物”。
- 3月，火箭少女101组合参加女团个人成长类综艺《横冲直撞20岁第二季》。
- 6月23日，所屬限定組合火箭少女101解散。

### 以个人身份开始活动

#### 2020
- 7月19日，受邀参加第27届东方风云榜音乐盛典，并获得“年度人气艺人”和“最佳唱跳歌手”奖项。
- 8月16日，以代号“女王不戴冠”参加江苏卫视舞蹈综艺《蒙面舞王》，并于总决赛巅峰之夜获得“最佳搭档奖”和“最佳作品奖”。
- 10月11日，受邀参加北京国际音乐产业高质量发展促进大会BME音乐盛典，并获得“年度优秀先锋歌手”奖项。
- 10月21日，正式成为DIOR迪奥中国品牌挚友。
- 10月30日，于网易云音乐发行第二张个人EP《爱·不爱》，主打曲《Mute》正式上线；此EP在上线8分钟内销量突破143万张，销售额突破1000万。[18]
- 12月2日，受邀出席COSMO时尚盛典，并入选成为“时尚无惧”年度人物。
- 12月5日，出席第十四届音乐盛典咪咕汇获得“最佳人气女歌手”和“年度飞跃歌手”奖项，并凭借《有种》获得“年度十大金曲”奖项。
- 12月20日，腾讯娱乐官方宣布孟美岐荣获2020腾讯娱乐年度盛典 X 星指数年度女歌手。
- 12月31日，官宣为电影《我心飞扬》主演，并宣布电影定档2022年大年初一。

#### 2021
- 1月15日，以常驻音乐合伙人的身份加入浙江卫视音乐类型综艺《天赐的声音2》[19]。
- 2月26日，《Mute》MV获选为2020年度微博娱乐白皮书——微博年度十大MV。
- 3月21日，成为“321粉红三叶草关爱女性健康公益计划”粉红三叶草公益大使。[20]
- 4月7日，配合第39届洛阳牡丹文化节，受邀担任“洛阳文旅推广大使”。[21]
- 5月7日，官宣成为中央广播电视总台云听公益品牌“地球守护人”生态保护形象大使。[22]
- 6月12日，受邀参与2021年度微博电影之夜，获得“年度潜力演员”奖项。
- 10月15日，发行第三张个人迷你专辑《岐义双瞳》。[23]

## 音樂作品
註：團體部分

### EP
| 專輯 | 專輯資料 | 曲目                                                                                            |
| 1st  | 《犟》 - 發行日期：2019年4月23日 - 唱片公司：深圳市騰訊計算機系統有限公司 - 類型：EP - 介質：數字專輯 - 流派：POP流行 - 備註：火箭少女101團專先導EP，首張個人EP | 1. 犟 2. 陌生的女孩 3. 犟 (伴奏) 4. 陌生的女孩 (伴奏)                                           |
| 2nd  | 《爱·不爱》 - 發行日期：2020年10月30日 - 唱片公司：乐华娱乐 - 類型：EP - 介質：數字專輯                                                                         | 1. Mute 2. Miss You 3. Quit                                                                     |
| 3rd  | 《岐义双瞳》 - 發行日期：2021年10月15日 - 唱片公司：乐华娱乐 - 類型：EP - 介質：數字專輯                                                                        | 1. 判 2. 醒 3. 重塑 4. 无声的情书 5. 判 (伴奏) 6. 醒 (伴奏) 7. 重塑 (伴奏) 8. 无声的情书 (伴奏) |
| 4th  | 《空白频率》 - 發行日期：2022年11月7日 - 唱片公司：乐华圆娱 - 流派：POP流行 - 類型：EP - 介質：數字專輯                                                         | 1. Flyer 2. Alien 3. 少啰嗦 4. Flyer (伴奏) 5. Alien (伴奏) 6. 少啰嗦 (伴奏)                    |

### 個人單曲
| 發行日期      | 曲名           | 作詞            | 作曲                                           | 備註                                      |
| 2019年7月12日 | 《只有你知道》 | 孟美岐 / 代岳东 | Hyuk Shin(153/Joombas) / Britt Burton / Rabitt | 火箭少女101第二張專輯《立風》成員個人單曲 |

### 合作單曲
| 發行日期      | 曲名         | 合作歌手   | 作詞                   | 作曲   | 備註                              |
| 2020年5月11日 | 《C》        | R1SE周震南 | 孟美岐 / 周震南 / 焦东 | 周震南 | 首发舞台于《创造营2020》第3集播出 |
| 2021年9月1日  | 《欲言又止》 | 大波浪乐队 | 李剑                   | 李剑   | “联合声明”第二季首支单曲          |

### 廣告單曲
| 發行日期      | 曲名           | 作詞          | 作曲    | 備註                           |
| 2019年8月7日  | 《I Like You》 | 李日詹        | Jay Lee | QQ炫舞2019炫舞夏日音樂季主題曲 |
| 2021年7月21日 | 《来和我干杯》 | 孟美岐 / 焦东 | 珑喆    | 青岛啤酒礼赞中国健儿主題曲     |

### 影視單曲
| 發行日期       | 曲名                    | 合作歌手                 | 備註                               |
| 2016年12月14日 | 《全世界都在說東北話》  | 馬麗、吳昕、丁寧、屈菁菁 | 電影《東北往事之破馬張飛》主題曲   |
| 2019年1月15日  | 《有種》                |                          | 電影《流浪地球》推廣曲             |
| 2019年7月22日  | 《Don't Wait Any More》 | 黃明昊                   | 電影《舞出我人生之舞所不能》主題曲 |
| 2019年9月11日  | 《折花》                |                          | 電影《誅仙 I》碧瑤角色推廣曲       |
| 2021年3月28日  | 《花月夜》              |                          | 动画《斗破苍穹》第四季主题曲       |
| 2022年2月26日  | 《心飞扬》              |                          | 电影《我心飞扬》主题曲             |

### 其他单曲
| 發行日期      | 曲名         | 作詞   | 作曲   | 備註                                                                |
| 2021年7月3日  | 《生生之轴》 | 金世佳 | 胡彦斌 | 北京卫视原创音乐综艺《最美中轴线》原创歌曲，与胡彦斌合作            |
| 2021年7月13日 | 《千里同好》 | 李劲   | 李凯稠 | 河南卫视庆祝中国共产党成立100周年文艺演出——《恰是百年风华》原创歌曲 |

## 影視作品
註：團體部分

### 電影
| 日期          | 電影名稱                 | 角色   | 備註                                                                       |
| 2019年2月14日 | 《蓝色生死恋》           | 崔欣爱 | 特邀出演                                                                   |
| 2019年6月27日 | 《舞出我人生之舞所不能》 | 赵小飛 | 女主角，泰國首映，菲律賓、越南、阿拉伯、俄羅斯、烏克蘭等多個國家院線上映。 |
| 2019年9月13日 | 《诛仙 I》               | 碧瑤   | 女主角，票房突破4億。                                                      |
| 2022年2月25日 | 《我心飞扬》             | 杨帆   | 女主角，2022年北京冬奥会献礼片，北京冬奧組委特許授權電影故事片。           |
| 待上映        | 《初戀的滋味》           | 櫻桃   | 第二女主角                                                                 |

### 常驻綜藝
| 年份 | 日期                                | 電視台 / 网络平台 | 節目名稱                    | 集數            | 備註 |
| 2018 | 4月21日－6月23日                    | 騰訊視頻          | 《創造101》                 | 10集            | 每周六播出，在第五期總排名升至第一位後，連續保持六期第一位，總決賽以第一名的成績C位出道。                                                          |
| 2018 | 7月12日－2019年1月3日               | 騰訊視頻          | 《火箭少女101研究所》       | 26集            | 每周四播出，因《橫衝直撞20歲》播出，2019年1月9日官博宣布暫時停止播出。                                                                             |
| 2019 | 1月13日－3月3日                     | 騰訊視頻          | 《横冲直撞20歲》            | 8集             | 每周日播出，火箭少女101大團綜，前往撒哈拉沙漠及波兰扎科帕内拍摄。                                                                                  |
| 2019 | 3月28日 - 10月17日                  | 騰訊視頻          | 《火箭少女101研究所開掛季》 | 第27~50集       | 《橫衝直撞20歲》第八集宣布3月28日恢復播出：《火箭少女101研究所開掛季》。                                                                           |
| 2019 | 6月15日－8月24日                    | 騰訊視頻          | 《明日之子水晶時代》        | 10集            | 6月15日播出先导片，6月22日起每周六播出；担任「明日星推官」。                                                                                       |
| 2019 | 10月26日－2020年1月11日             | 浙江衛視          | 《我就是演員之巔峰對決》    | 12集            | 每週六20 : 30 浙江衛視播出；與李冰冰為師徒關係。 在总决赛（第十二集）获得“最佳学徒”荣誉。                                                          |
| 2020 | 3月15日 - 4月12日 5月17日 - 6月21日 | 騰訊視頻          | 《橫衝直撞20歲第二季》      | 22集            | 每周日晚8點，上下集更新，會員搶先看下集，周一晚8點免費看。 周一會員尊享《很高興一起吃》。                                                          |
| 2020 | 5月29日 - 7月23日                   | 騰訊視頻          | 《炙熱的我們》              | 第3~8集         | 每週五20:00播出一集，第三期（6月12日）起作為補位團體開始出現。 7月23日決賽直播，最終於團王爭奪戰以五票之差獲得第二名。                             |
| 2020 | 8月16日－10月18日                   | 江苏卫视          | 《蒙面舞王》                | 第1~4集，第10集 | 每周日21:20于江苏卫视播出。代号“女王不戴冠”，于前四期获得两面金面具成为第一赛段擂主； 并于总决赛巅峰之夜（第10期）获得“最佳搭档奖”和“最佳作品奖”。 |
| 2021 | 1月15日－2月5日                     | 浙江卫视          | 《天赐的声音2》             | 第1~4集         | 每周五晚于浙江卫视播出；担任常驻音乐合伙人（第一阶段）。                                                                                           |
| 2021 | 7月10日－10月2日                    | 浙江卫视          | 《听说很好吃》              | 12集            | 每周六晚于浙江卫视播出；担任“好吃家族”成员。 |
| 2021 | 8月21日－10月23日                   | 爱奇艺            | 《舞蹈生》                  | 10集            | 每周六中午12点播出；担任导师。 |
| 2022 | 9月10日-11月11日                    | 騰訊視頻          | 《桃花坞开放中》            | 全集            | |

## 演唱會
註：團體部分
| 日期                             | 城市 | 场地                     | 備註         |
| 孟美岐「夏日岐遇」线上音乐会     |      |                          |              |
| 2022年7月29日                    | 线上 | TME Live                 |              |
| 孟美岐「我们一起走过」2023演唱会 |      |                          |              |
| 2023年1月7日                     | 成都 | 华熙LIVE·528M空间        |              |
| 2023年6月23日                    | 北京 | M空间                    | 三周年限定站 |
| 孟美岐「夏日岐遇」音乐会         |      |                          |              |
| 2023年8月12日                    | 郑州 | 7LIVEHOUSE+              |              |
| 2024年6月22日                    | 广州 | 太空间Livehouse          |              |
| 2024年7月13日                    | 上海 | MODERN SKY LAB 上海      |              |
| 2024年8月31日                    | 北京 | 东三Live乐游园           |              |
| 2024年9月21日                    | 杭州 | MAO LIVEHOUSE            |              |
| 2025年6月21日                    | 南京 | 稻香音乐空间             |              |
| 2025年7月12日                    | 深圳 | HOU LIVE X Mixc cube     |              |
| 2025年8月23日                    | 武汉 | CH8-LIVEHOUSE (珞珈山店) |              |

## 獎項與榮譽
註：團體部分
| 年份 | 颁奖典礼 / 榜单                               | 奖项                            |
| 2018 | 福布斯中國「30位30歲以下精英」榜單 音樂領域   | 入榜                            |
| 2019 | 微博電影之夜                                  | 人氣之星                        |
| 2019 | 第1届TMEA腾讯音乐娱乐盛典                     | 最受欢迎内地女歌手              |
| 2019 | 金扫帚奖                                      | 最令人失望女演员（《诛仙 I》）  |
| 2020 | 新京报“2019娱乐年度人物”                      | 入选                            |
| 2020 | 第27届东方风云榜音乐盛典                      | 年度人气艺人                    |
| 2020 | 第27届东方风云榜音乐盛典                      | 最佳唱跳歌手                    |
| 2020 | 北京国际音乐产业高质量发展促进大会BME音乐盛典 | 年度优秀先锋歌手                |
| 2020 | COSMO时尚盛典 ““时尚无惧”年度人物”            | 入选                            |
| 2020 | 第14届音乐盛典咪咕汇                          | 最佳人气女歌手                  |
| 2020 | 第14届音乐盛典咪咕汇                          | 年度飞跃歌手                    |
| 2020 | 第14届音乐盛典咪咕汇                          | 年度十大金曲《有种》            |
| 2020 | 腾讯娱乐年度盛典                              | 星指数年度女歌手                |
| 2021 | 2020年度微博娱乐白皮书                        | 微博年度十大MV《Mute》          |
| 2021 | 宇宙音乐之夜                                  | 宇宙打歌QUEEN                   |
| 2021 | 宇宙音乐之夜                                  | 宇宙最炸舞台《Mute》            |
| 2021 | 宇宙音乐之夜                                  | 宇宙十佳舞台《Mute》            |
| 2021 | 微博电影之夜                                  | 年度潜力演员                    |
| 2021 | 腾讯音乐榜年度盘点                            | 年度动漫原声音乐TOP10《花月夜》 |

## 外部連結
- 孟美岐的新浪微博
- 孟美岐的Instagram帳戶
- 孟美岐的抖音账号
- 孟美岐的小红书账号
- 孟美岐的快手账号